# Beeranahalli Kaval, Arkalgud
Beeranahalli Kaval là một làng thuộc tehsil Arkalgud, huyện Hassan, bang Karnataka, Ấn Độ.